# Eleni Daniilidu
Eleni Daniilidu, gr. Ελένη Δανιηλίδου (ur. 19 września 1982 w Chanii) – grecka tenisistka.
Zwyciężczyni pięciu singlowych turniejów WTA oraz jednego deblowego. Jej najwyższe miejsce na światowej liście rankingowej to 14. Jej trenerką jest Judith Sprengen. Jest najbardziej utytułowaną grecką tenisistką, najwyżej klasyfikowaną w tenisowych rankingach.
Do jej ważniejszych osiągnięć należy zaliczyć finał turnieju gry mieszanej Australian Open 2003 w parze z Toddem Woodbridgem, przegrany 4:6, 5:7 z Leanderem Paesem oraz Martiną Navrátilovą. Ponadto stała się autorką pierwszej w historii sytuacji, w której nisko klasyfikowana zawodniczka pokonuje w pierwszej rundzie Wimbledonu w 2005 roku triumfatorkę French Open 2005 – wówczas Justine Henin-Hardenne przegrała z Daniilidu 6:7, 6:2, 5:7 w pierwszej rundzie turnieju londyńskiego.

## Wygrane turnieje

### gra pojedyncza (5)
| Lp. | Rok  | Turniej          | Finalistka          | Wynik            |
| 1.  | 2002 | ’s-Hertogenbosch | Jelena Diemientjewa | 3:6, 6:2, 6:3    |
| 2.  | 2003 | Auckland         | Cho Yoon-jeong      | 6:4, 4:6, 7:6(2) |
| 3.  | 2004 | Auckland         | Ashley Harkleroad   | 6:3, 6:2         |
| 4.  | 2006 | Seul             | Ai Sugiyama         | 6:3, 2:6, 7:6(3) |
| 5.  | 2008 | Hobart           | Wiera Zwonariowa    | walkower         |

### gra podwójna
| Lp. | Data | Turniej  | Partnerka          | Finalistki                            | Wynik          |
| 1.  | 2004 | Stanford | Nicole Pratt       | Iveta Benešová Claudine Schaul        | 6:2, 6:4       |
| 2.  | 2010 | Stambuł  | Jasmin Wöhr        | Marija Kondratjewa Vladimíra Uhlířová | 6:4, 1:6, 11–9 |
| 3.  | 2011 | Tashkent | Witalija Djaczenko | Nadija Kiczenok Ludmyła Kiczenok      | 6:4, 6:3       |

## Turnieje wielkoszlemowe
| Turniej         | 2014 | 2013 | 2012 | 2011 | 2010 | 2009 | 2008 | 2007 | 2006 | 2005 | 2004 | 2003 | 2002 | 2001 |
| --------------- | ---- | ---- | ---- | ---- | ---- | ---- | ---- | ---- | ---- | ---- | ---- | ---- | ---- | ---- |
| Australian Open | LQ   | 2R   | 2R   | LQ   | LQ   | LQ   | 1R   | 1R   | 1R   | 1R   | 3R   | 4R   | 3R   | –    |
| French Open     | –    | LQ   | 1R   | 1R   | LQ   | –    | –    | 1R   | 1R   | 1R   | 1R   | 3R   | 2R   | LQ   |
| Wimbledon       | –    | LQ   | 1R   | 2R   | 1R   | –    | –    | 2R   | 1R   | 3R   | 1R   | 2R   | 4R   | 2R   |
| US Open         |      | 1R   | 1R   | 1R   | LQ   | –    | 1R   | 2R   | 2R   | 1R   | 4R   | 1R   | 1R   | 3R   |

## Finały juniorskich turniejów wielkoszlemowych

### Gra podwójna (1)
| Końcowy wynik | Rok  | Turniej         | Nawierzchnia | Partnerka        | Przeciwniczki                  | Wynik finału |
| Zwyciężczyni  | 1999 | Australian Open | Twarda       | Virginie Razzano | Natalie Grandin Nicole Rencken | 6:1, 6:1     |